# Brendan McGahon

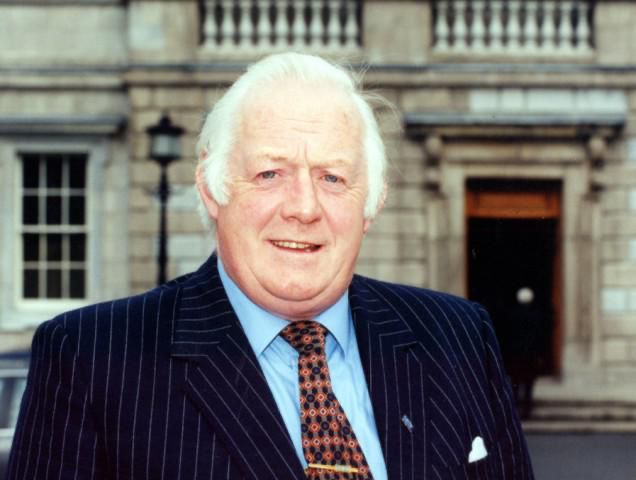
Brendan McGahon (2002)

Brendan McGahon (* 22. November 1936 in Dundalk, County Louth, Irland; † 8. Februar 2017 in Ravensdale, County Louth, Irland) war ein irischer Politiker der Fine Gael und von 1982 bis 2002 Abgeordneter (Teachta Dála) im Dáil Éireann, dem Unterhaus des irischen Parlaments.

## Leben
McGahon übernahm schon in den 1960er Jahren den Zeitungsverlag seiner Familie. Er spielte Fußball beim Erstligisten Dundalk FC. 1979 folgte er seinem Cousin Hugh in den Louth County Council. Bei den Wahlen zum Dáil Éireann 1981 und im Februar 1982 für den Wahlkreis Louth war er noch erfolglos, konnte dann aber bei den Wahlen im November 1982 einen Sitz erringen. Diesen Sitz verteidigte er bei den Wahlen 1987, 1989, 1992 und 1997 verteidigen. 2002 zog er sich aus der Politik zurück.
McGahon heiratete 1970 Celine Lundy († 2011) und hatte mit ihr fünf Kinder.